# Solanum subserratum
Solanum subserratum är en potatisväxtart som beskrevs av Michel Félix Dunal. Solanum subserratum ingår i släktet skattor som ingår i familjen potatisväxter. Inga underarter finns listade i Catalogue of Life.